# Національний театр (Прага)
Національний театр (чеськ. Národní divadlo) — головний театр Праги та Чехії, має у своєму складі чотири театральні сцени: власна сцена Національного театру, Державна опера, Становий театр та Нова сцена. Сучасна будівля театру з 1958 року має статус національної пам'ятки архітектури.

## Історія

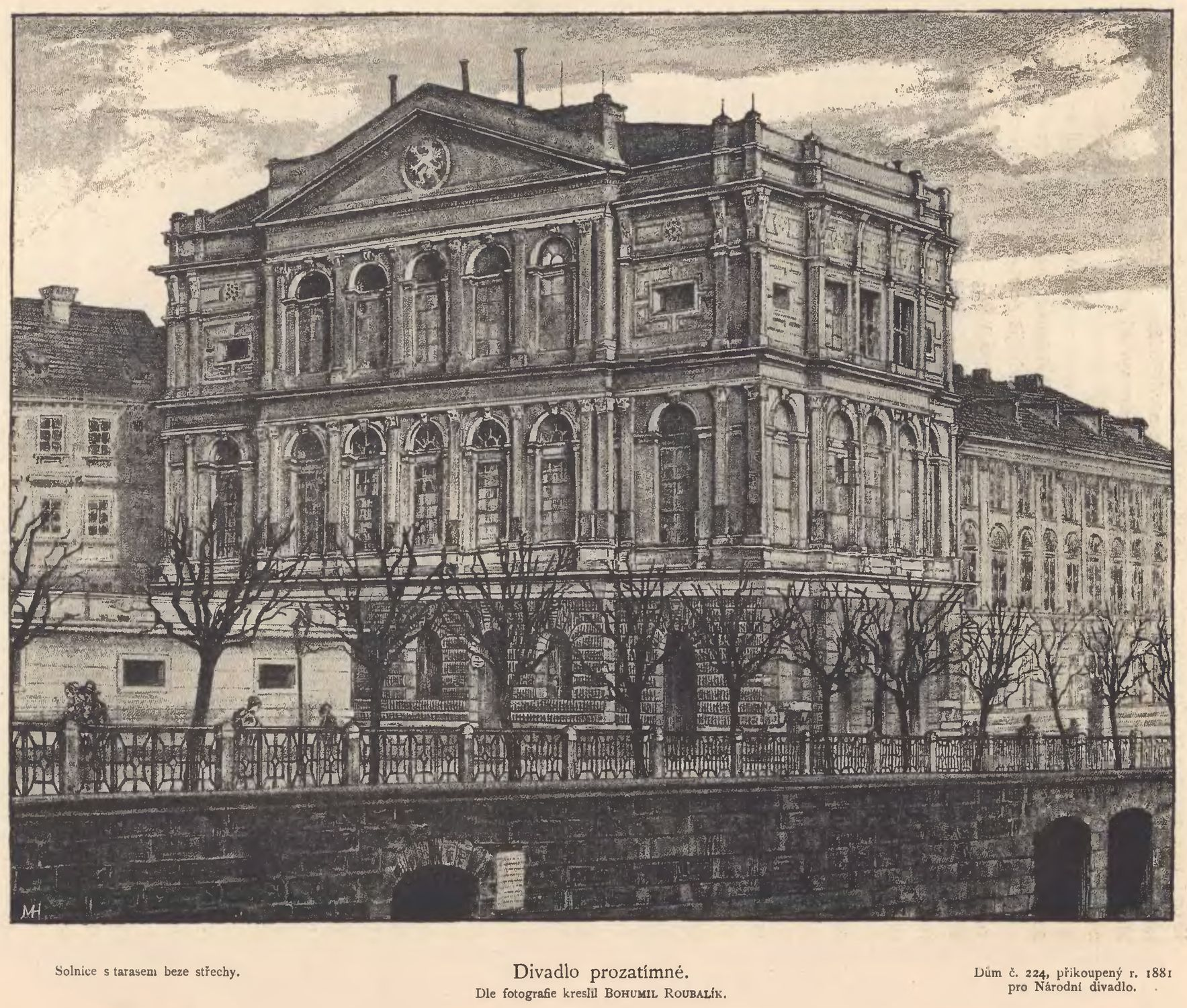
Вигляд Тимчасового театру у 1881 році, креслення Богуміра Роубаліка.

Попередником сучасного Національного театру був Тимчасовий театр (чеськ. Prozatímní divadlo, давньочеською Divadlo prozatímné), ділянка під будівництво якого, була придбана у 1852 році Рухом для побудови Національного театру. Проте, внаслідок повільного залучення коштів, будівля Тимчасового театру була побудована лише у 1862 році за ініціативою Франтішка Ріґера як передвісник майбутнього архітектурного комплексу Національного театру. Офіційне відкриття Тимчасового театру відбулося 18 листопада 1862 року прем'єрою драми Вітєзслава Галека «Король Вукашин».
З 1866 року капельмейстром опери Тимчасового театру працював Бедржіх Сметана, саме тут відбулися прем'єри його опер Продана наречена, Поцілунок та Далібор. Планувалось, що Тимчасовий театр перестане функціонувати з відкриттям Національного театру у 1881 році. Проте, у 1882 році сталася масштабна пожежа, якою новобудову Національного театру було суттєво пошкоджено — вогнем було зруйновано покритий міддю дах, сцену та глядацьку зону — внаслідок чого діяльність Тимчасового театру продовжувалась до повторного відкриття у 1883 році Національного театру після реконструкції і пізніше, разом з сусіднім житловим будинком, була інкорпорована Йозефом Шульцем до архітектурного комплексу Національного театру — тепер в ній розміщується сцена Національного театру.

### Історія будівництва

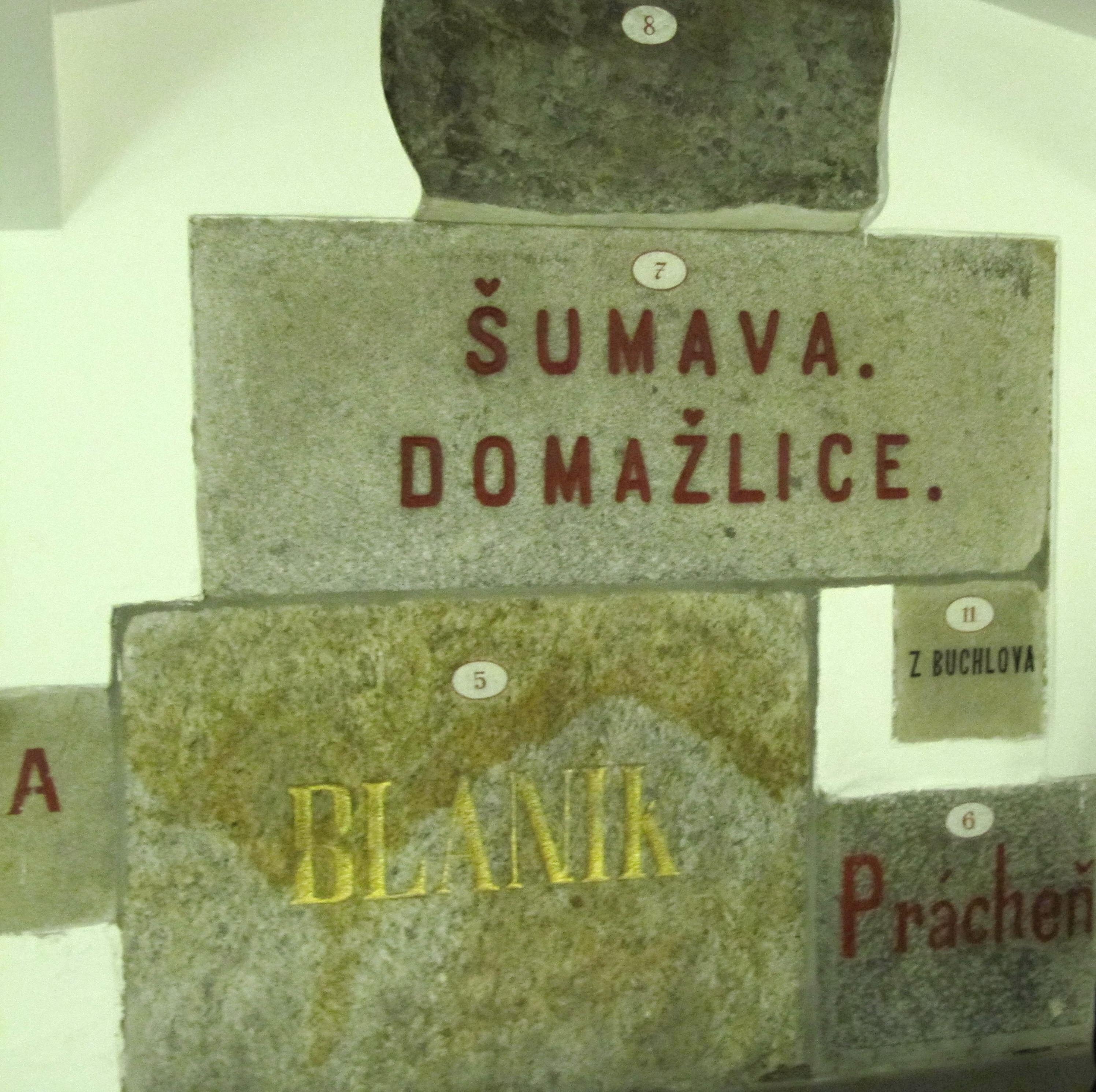
Перші камені будівлі Національного театру (2013)

Поряд з Тимчасовим театром у 1868 році розпочалося будівництво будівлі Національного театру , яку планувалось звести у стилі неоренесанс за проектом чеського архітектора Йозефа Зітека. Урочисте закладення 16 квітня 1868 року перших двох каменів (з гір Ржіп та Радгошть) було відзначено прем'єрою опери Бедржіха Сметани Далібор в Тимчасовому театрі. Згодом були додані і камені з інших місцин. Головну будівлю Національного театру також подекуди називають Будівлею Зітека (чеськ. Zítkova budova).
Будівництво велося на народні пожертви і тривало понад 12 років — оздоблювальні роботи здійснювались навіть після урочистого відкриття театру. Саме вони в серпні 1882 року спричинили пожежу, що була сприйнята як загальнонаціональна катастрофа. Проте у досить стислі строки театр був реконструйований колишнім асистентом Йозефа Зітека — архітектором Йозефом Шульцем. Крім муніципалітету міста Прага кошти на реконструкцію були внесені містами Пльзень, Сміхов і Карлін, Імператором Францем Йосифом І та членами його родини, а також родами Лобковіц, Шварценберг, Коуніц, Хотек, Коловрат-Краковських, представниками чеської буржуазії та інтелектуальної й творчої еліти — Франтішек Палацький, Франтішек Ріґер та інші. На відзначення внеску всіх тих, хто власним коштом підтримував будівництво, над завісою театру розміщено напис «Нація — собі» (чеськ. Národ sobě).
У 1977–1983 роках архітектурний комплекс театру було реконструйовано, керівником проекту був архітектор Зденєк Вавра. 1983 року до столітнього ювілею театру, було прибудовано комплекс приміщень Нової сцени, у якому крім класичного театрального репертуару з 1984 року відбуваються вистави мультимедійного театру Laterna magika.

### Оздоблення театру

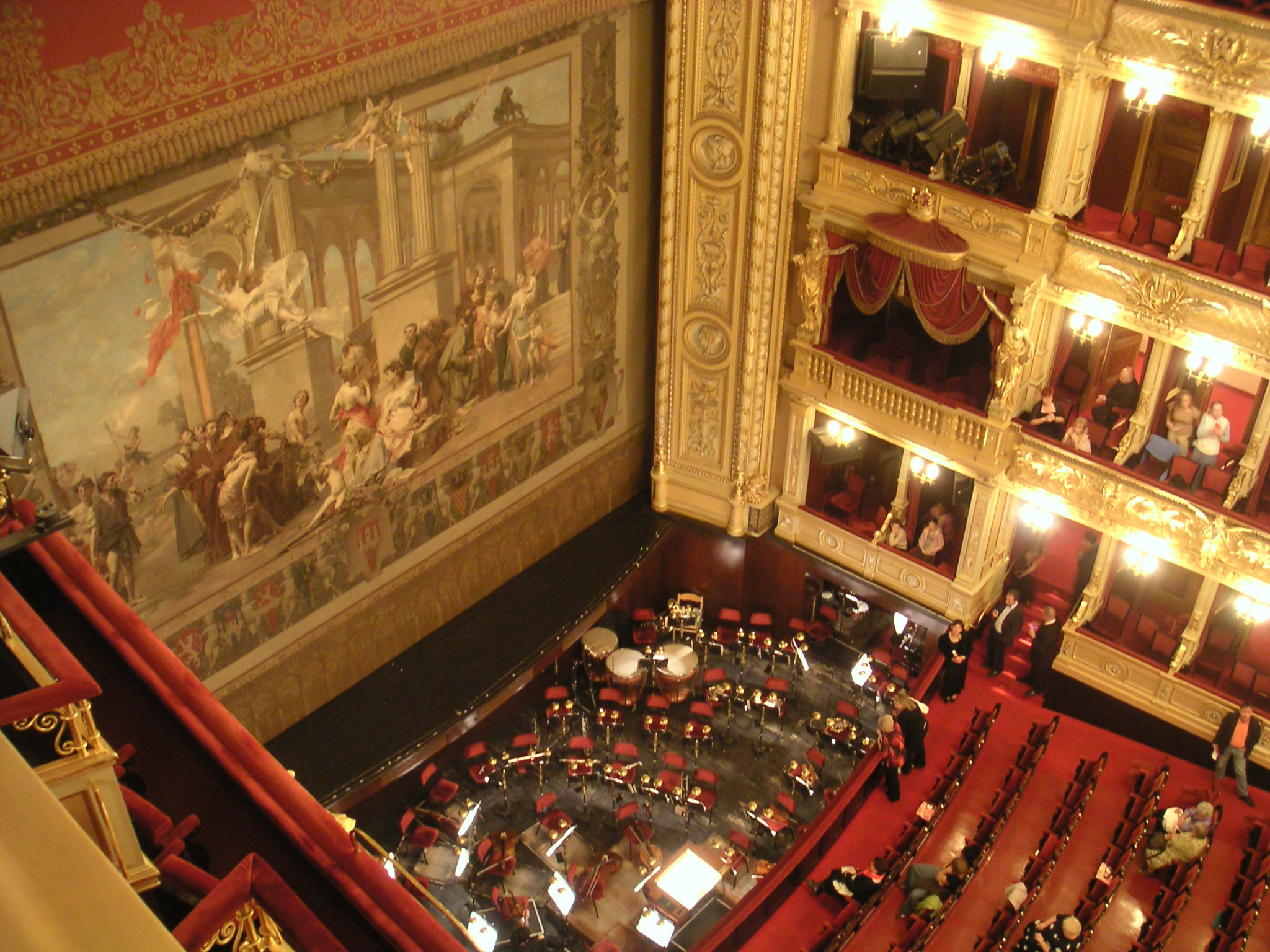
Інтер'єр глядацької зали Національного театру, 2007

З 1873 року комісією під проводом Карела Сладковського було проведено конкурси з відбору майстрів для оздоблення майбутньої будівлі Національного театру. Передбачалось, що це буде класична будівля у стилі неоренесанс з мотивами слов'янської міфології та в дусі Краледворського та Зеленогорського рукописів, які тоді ще вважались автентичними пам'ятками історії. Реалізовані в стилі манесівського живопису (основоположник — Йозеф Манес) та в дусі популярного тоді романтичного живопису ці концепції стали ідейною основою течії, що пізніше отримала назву творчість покоління Національного театру. В оздобленні Національного театру брали участь:

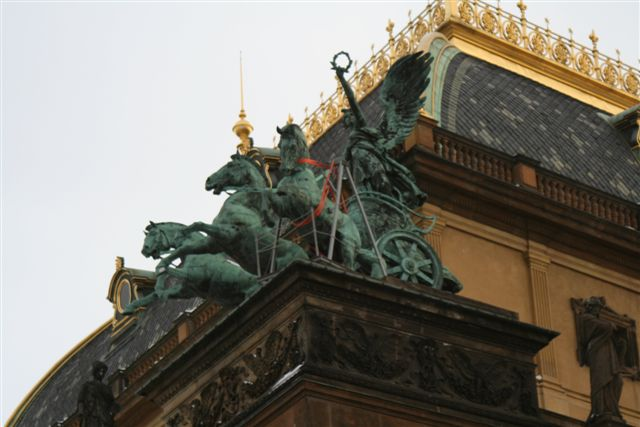
Репліка античної упряжі з богинею Перемоги, створена учнями Богуслава Шнірха, 2009.

- Франтішек Женішек та Міколаш Алеш: оздоблення стін та стелі фоє (роботи Міф, Людське життя, Історія та Богатирський спів на стінах фоє та триптих Золотий вік, занепад і воскресіння мистецтва на його стелі), а також стелі глядацької зали (олійне зображення восьми муз мистецтва було виготовлено окремо з наступним розміщенням на стелі);
- Йосеф Мислбек: алегорії Драми та Опери, розташовані над бічним входом з набережної, Музики — у фоє;
- Богуслав Шнірх: скульптури Аполлон і дев'ять муз, а також медальйони Місяця, Дня та Ночі в королівській ложі; Богуслав Шнірх також працював над створенням бронзових скульптурних композицій античних упряжів з богинями Перемоги, розташованих на кутових пілонах будівлі, проте роботи його авторства були зруйновані пожежею, а ті, що зараз прикрашають Національний театр, були зроблені його учнями та встановлені на відповідні місця вже після смерті Шнірха в 1911 році;
- Антонін Вагнер: статуї Забій та Лумір на головному фасаді, алегоричні скульптури Музики, Танцю, Історії та Поезії на західному фасаді;
- Юліус Маржак: романтичні пейзажі з пам'ятними історичними місцями Чехії — горами Ржіп, Бланік, замком Вишеград тощо.

## Діяльність театру
Театральна діяльність Національного театру розпочалася 11 червня 1881 року, прем'єрою опери Лібуше (чеськ. Libuše) Бедржіха Сметани, яка була написана спеціально для цієї визначної події. Відкриття і перша вистава театру була приурочена до візиту кронпринца Рудольфа. Цією ж виставою розпочиналась діяльність Національного театру після реконструкцій 1882—1883 років та 1977—1983 років.
У складі Національного театру функціонують чотири творчі колективи: драматичний, оперний, балетний та колектив Laterna Magika.
У творчих колективах Національного театру брали участь уродженці земель сучасної території України, зокрема:
- Едуард Гакен (у 1941—1996 роках) — оперний співак (бас), який народився на Волині (волинський чех)[5].
- Власта Фабіанова (у 1941—1977 роках) — чеська актриса театру та кіно, яка народилась у м. Львів.